# 李京
李京（1251年—？），字景山，自号鸠巢，河间人。元大德五年（1301年），任乌撒乌蒙道宣慰副使，兼管军万户。他的足迹遍布云南，对云南的山川地理、土产风俗始多有了解，著有《云南志略》。其生平事略见于虞集的《李景山诗集序》。